# Gülch Csaba
Gülch Csaba (Tét, 1959. július 1. – 2021. augusztus 6.(k. n.)) újságíró, író, tanár.

## Élete
Kezdetben tanár volt, majd 1994-től a Győr-Moson-Sopron megyei Kisalföld című napilapnál lett újságíró.
Verseket, esszéket, tanulmányokat, interjúkat, novellákat, monodrámát közölt.

## Művei
- A remény útvesztői (versek, 1987)
- Az idő fénylő nyoma (interjúk, 1992)
- Magánmitológia (Devecseri Zoltán, Glaser Péter, Gülch Csaba, Hárs György Péter, Pétercsák Maxim, 1993)
- A besorozott (novellák, 1999)
- A vérző liliom (Lanczendorfer Zsuzsannával, 2003)
- Profán zsoltár (versek, 2005)
- Túl a nosztalgián (interjúk, 2006)
- A hóesés befogad (versek, 2015)
- Gyónás könyve (versek, 2016)